# Saeed Roustayi
Saeed Roustayi (en persan :سعید روستایی, Sa'id Roustāyi) parfois transcrit Saeed Roustaee (à l'anglaise, car la transcription française devrait être Saïd Roustayi), né le 14 août 1989 à Téhéran, est un scénariste et réalisateur iranien.

## Biographie
Diplômé en réalisation de l'université Soore de Téhéran, Saeed Roustayi écrit et réalise quatre court-métrages de 2011 à 2012.
En 2016, son premier long-métrage, Life and a Day, reçoit neuf prix au Festival du film de Fajr de Téhéran ainsi que l’Annual Iranian Film Awards et l’Annual Iranian Film Critics Award.
En 2019, son deuxième film, La Loi de Téhéran, un thriller sur la lutte anti-drogue, est le succès public et critique de l'année en Iran. Il remporte plusieurs prix Hafez (ar) au Festival du film de Fajr. Le film est présenté à la Mostra de Venise 2019 et sort en France à l'été 2021. Ce polar social séduit la presse et le public,. Il est primé au Festival international du film de Tokyo, Festival du film de Zurich, Reims Polar et est nommé au César du meilleur film étranger en 2022.
Son troisième film, Leila et ses frères (Leila's Brothers), est sélectionné en compétition officielle au Festival de Cannes 2022. Le film y remporte le prix de la Citoyenneté et le prix FIPRESCI. Le 16 août 2023, Saeed Roustayi et Javad Norouzbeigui, le producteur du film, sont condamnés à six mois de prison par un tribunal de Téhéran qui les reconnaît coupables de « contribuer à la propagande de l'opposition contre le système islamique » à la suite de la projection du film au Festival de Cannes.
En 2023 il préside le jury du 1er festival du film de Biarritz, avec notamment dans son jury Dali Benssalah, Lyna Khoudri, ou encore Noah Centineo.
En 2025, il présente au Festival de Cannes, son quatrième film Woman and Child. Il est alors critiqué par une association de cinéastes iraniens pour avoir demandé une autorisation de tournage officielle au régime iranien.

## Filmographie
- 2011 : Monday, court-métrage
- 2012 : Mantwhaa rangu rowshan , court-métrage documentaire
- 2012 : Khaaban khala khalwat, court-métrage
- 2012 : Ceremony, court-métrage
- 2016 : Life and a Day (ابد و یک روز)
- 2021 : La Loi de Téhéran (متری شیش و نیم)
- 2022 :  Leila et ses frères (برادران لیلا)
- 2025 : Woman and Child (زن و بچه)

## Distinctions
- Festival du film de Fajr 2016 : Meilleur réalisateur et meilleur scénario pour Life and a Day
- Prix Hafez (ar) 2019 : Meilleur réalisateur pour La Loi de Téhéran
- Festival international du film de Tokyo 2019 : Meilleur réalisateur pour La Loi de Téhéran
- Festival de Cannes 2022 : Prix FIPRESCI et Prix de la citoyenneté pour Leila et ses frères